# Abietinaria fusca
Abietinaria fusca är en nässeldjursart som först beskrevs av Johnston 1847.  Abietinaria fusca ingår i släktet Abietinaria och familjen Sertulariidae. Inga underarter finns listade i Catalogue of Life.